# Mordvilkoja
Mordvilkoja  (лат.) — род тлей из подсемейства Eriosomatinae (Pemphigini). Северная Америка.

## Описание
Мелкие насекомые, длина около 2 мм.
Ассоциированы с растениями Populus, Lysimachia, Thecabius. Диплоидный набор хромосом 2n=20.
- Mordvilkoja vagabunda (Walsh, 1863)
  - =Byrsocrypta vagabunda Walsh, 1863[4]
  - = Mordvilkoja oestlundi
  - = Mordvilkoja stammeri
  - = Mordwilkoia vagabunda
  - = Mordwilkoja vagabundus
  - = Pemphigus vagabondus Williams, 1891[5]